# Солето
Солето (італ. Soleto, сиц. Sulitu) — муніципалітет в Італії, у регіоні Апулія, провінція Лечче.
Солето розташоване на відстані близько 520 км на схід від Рима, 155 км на південний схід від Барі, 19 км на південь від Лечче.
Населення — 5509 осіб (2014).
Покровитель — Sant'Antonio di Padova.

## Демографія
Населення за роками:

Станом на 1 січня 2023 року в муніципалітеті офіційно проживав 171 іноземець з 28 країн, серед них 42 громадяни країн Євросоюзу та 4 громадяни України.

## Сусідні муніципалітети
- Корильяно-д'Отранто
- Галатіна
- Лекуїле
- Сан-Донато-ді-Лечче
- Сольяно-Кавоур
- Стернатія
- Цолліно